# دنيس تورنر
دنيس تورنر (بالإنجليزية: Dennis Turner, Baron Bilston) هو سياسي بريطاني، ولد في 26 أغسطس 1942 في المملكة المتحدة، وتوفي بنفس المكان في 25 فبراير 2014. حزبياً، نشط في Labour and Co-operative Party ‏ وحزب العمال.

## مناصب
- في الانتخابات العمومية للمملكة المتحدة 1987 [الإنجليزية]‏، انتخب عضو البرلمان الخمسون للمملكة المتحدة عن دائرة جنوب شرق وولفرهامبتون خلال فترته النيابية ‏ (11 يونيو 1987 – 16 مارس 1992).
- في الانتخابات العامة في المملكة المتحدة 1992 [الإنجليزية]‏، انتخب عضو البرلمان الحادي والخمسون للمملكة المتحدة عن دائرة جنوب شرق وولفرهامبتون خلال فترته النيابية ‏ (9 أبريل 1992 – 8 أبريل 1997).
- في الانتخابات العامة في المملكة المتحدة 1997 [الإنجليزية]‏، انتخب عضو البرلمان الثاني والخمسون للمملكة المتحدة عن دائرة جنوب شرق وولفرهامبتون وقد انضم خلال فترته النيابية ‏ (1 مايو 1997 – 14 مايو 2001) للكتلة البرلمانية Labour and Co-operative Party [الإنجليزية]‏.
- في الانتخابات العامة في المملكة المتحدة 2001، انتخب عضو برلمان المملكة المتحدة الـ53 عن دائرة جنوب شرق وولفرهامبتون وقد انضم خلال فترته النيابية ‏ (7 يونيو 2001 – 11 أبريل 2005) للكتلة البرلمانية Labour and Co-operative Party [الإنجليزية]‏.